# دنی هندلینگ
دنی هندلینگ (انگلیسی: Danny Handling؛ زادهٔ ۶ فوریهٔ ۱۹۹۴) بازیکن فوتبال اهل بریتانیا است.
از باشگاه‌هایی که در آن بازی کرده‌است می‌توان به باشگاه فوتبال هیبرنین و باشگاه فوتبال برویک رنجرز اشاره کرد.
وی همچنین در تیم‌های ملی فوتبال زیر ۱۷ سال و زیر ۲۱ سال اسکاتلند بازی کرده‌است.